# Engelbert Mveng
 (mai 2023).
Pour les articles homonymes, voir Mveng.
Engelbert Mveng, né le 9 mai 1930 à Enam-Ngal, village situé de nos jours dans la commune de Ngoulemakong dans la région du Sud, et mort le 22 avril 1995 à Yaoundé, est un prêtre jésuite camerounais, auteur dans les domaines de l’art, l’histoire, l’anthropologie et la théologie.

## Enfance et formation religieuse
Né dans une famille presbytérienne mais baptisé dans l’église catholique, E. Mveng reçoit une éducation chrétienne de ses parents. Il est remarqué par le Père Herbard qui l’envoie au pré-séminaire d’Éfok (Cameroun) de 1943 à 1944. L’étape suivante le conduit au petit séminaire d’Akono de 1944 à 1949. 
Après une année d’études au grand-séminaire de Yaoundé, il y est admis comme stagiaire ; il y enseigne le latin et le grec. Désireux de s'engager dans la vie religieuse, E. Mveng veut d’abord se faire trappiste. Mais il en est dissuadé par Mgr Graffin, qui l’informe de la présence des Jésuites au Congo belge. Il se rend donc en 1951 au noviciat Jésuite de Djuma. En Belgique, E. Mveng poursuit, à Wépion en Belgique entre 1954 et 1958, puis à Paris, ses études philosophiques débutées à Djuma.
À la suite de ses études de philosophie, il est envoyé comme stagiaire au Collège Libermann (1958-1960) de Douala (Cameroun). Ce séjour au pays natal lui permet de découvrir de l’art et de l’histoire de son pays. Il se rend en pays bamiléké et bamoun pour découvrir l’art de ces contrées.
Au terme de ce stage, E. Mveng se rend en France pour ses études de théologie, au philosophat de Chantilly et au théologat de Fourvière (à Lyon), à la fin desquelles il est ordonné prêtre le 7 septembre 1963. Celui qui est devenu le premier Jésuite camerounais soutient en 1964 une thèse de 3e cycle en théologie intitulée Paganisme et christianisme : christianisation de la civilisation païenne de l'Afrique romaine d'après la correspondance de saint Augustin. Plus tard, en 1972, E. Mveng soutient une thèse d’état en histoire, Les sources grecques de l’histoire négro-africaine depuis Homère jusqu’à Strabon. Il enseigne l’histoire à l’université de Yaoundé. 
E. Mveng participe activement au Festival des Arts de Dakar en 1966. Son enracinement culturel est au service de l’Église. C’est ainsi qu’il publie un chemin de croix en 1962. Il est également cofondateur d’une congrégation religieuse d’inspiration africaine : Les Béatitudes. 
E. Mveng s'implique dans le fonctionnement de plusieurs associations intellectuelles. Il est ainsi vice-président de l’Union des Écrivains du Monde Noir. Il occupe également le poste de secrétaire général du mouvement des Intellectuels Chrétiens Africains (MICA). Il travaille au regroupement des théologiens africains au sein de l’Association Œcuménique des Théologiens Africains (AOTA) dont il a été le secrétaire général.
E. Mveng est retrouvé assassiné le 23 avril 1995 à son domicile de Yaoundé. Le crime n'est toujours pas élucidé.

## Mveng, le théologien
La problématique théologique du Père Mveng s'articule autour de la pertinence du donné révélé en contexte africain marqué par une longue tradition de servitude et de mépris. Comment dire « Dieu » dans un tel contexte ? Ne faut-il pas voir en la théologie une discipline systématique et scientifique en vue d'édifier un discours sur la révélation en contexte africain. La théologie doit collaborer avec les sciences humaines pour rejoindre l'africain dans son contexte et dans sa culture. Chez le Père Mveng, cette interdisciplinarité associe l'histoire, l'art, l'anthropologie et la théologie.
Engelbert Mveng emploie comme méthode théologique la contextualisation (le discours théologique africain part d'une situation historico-culturelle propre à l'Afrique) et l'inculturation (témoigner de la foi dans le contexte culturel africain) de la révélation chrétienne en Afrique. Il insiste également sur une lecture africaine de la Bible afin de libérer l'Africain de tout ce qui entrave son épanouissement. 
C'est pourquoi la thématique majeure d'Engelbert Mveng, en plus d'être une théologie de la libération, est centrée sur une théologie de la vie, vie qui triomphe des forces de la mort.
Selon lui, la théologie de la vie peut être déduite du langage symbolique de l'art, du langage symbolique de la liturgie, qui mettent en scène, en mouvement, en images, en couleurs, le drame fondamental et de la mort. Cela s'illustre merveilleusement dans le Chemin de Croix de l'auteur qui déploie sur un fond de couleurs de circonstances, la passion du Christ. À l'image du monde, en l'homme, s'affrontent la vie et la mort; la mission de l'homme selon lui est d'« identifier les alliés de la vie, de les gagner à sa cause, et d'assurer ainsi sa survie qui est en même temps la victoire de la vie ».
Il estime que La spiritualité de la libération a ses racines en Égypte pharaonique. Selon lui, c'est en Égypte qu'est née la plus ancienne et la seule religion dont le dogme enseigne la victoire de la vie sur la mort. La morale pharaonique annonce le Décalogue et les Béatitudes. Isis et Osiris ont enseigné la vérité sur l'homme, sur le monde, et sur l'au-delà. Ils ont enseigné à l'homme l'art de vaincre la mort, la praxis de la libération. C'est dire que la réflexion théologique sur la libération trouve ses fondements historiques et épistémologiques en Égypte pharaonique. La spiritualité qu'apporte l'évangile conduit aux Béatitudes. La spiritualité des Béatitudes célèbre le triomphe de la vie sur la mort, de l'amour sur la haine, de la liberté sur la servitude. La spiritualité des Béatitudes invite au discernement, le chrétien devrait être un éternel contestataire. Cela lui donne d'être un éternel contestataire et d'être un prophète.

## Mveng et l'art
« L'art traditionnel africain est l’œuvre de créativité du génie négro-africain ; à travers cette œuvre, l’homme exprime sa vision du monde, sa vision de l’homme et sa conception de Dieu. » L’art se vit et s’exprime dans la musique, la danse, et la poésie. En outre, l’art est un langage cosmologique, anthropologique et liturgique. En tant que langage liturgique l’art est « expression de la célébration cosmique, des mystères divins par l'homme dans sa fonction proprement sacerdotale ». Une meilleure vision de l’art d’Afrique selon Mveng est contenu dans son ouvrage clé, l'art d’Afrique noire. Liturgie cosmique et langage religieux.

## Mveng et l’histoire
L'histoire chez Engelbert Mveng se décline comme discours de l’homme africain qui communique à ses semblables ce qu’il a reçu, et il le transmet ; l’histoire a une double orientation chez Mveng ; elle est à la fois, histoire d’Afrique noire en général et du Cameroun en particulier ; à cet effet, Mveng a cherché les sources dans son travail de thèse sur les sources grecques de l’histoire africaine, depuis Homère jusqu’à Strabon. Il a publié la première histoire de son pays. Son travail est présent dans l'histoire du Cameroun. Ensuite, dans le cadre de l’histoire, Mveng est historien de l’Église du Cameroun dont il cherche les sources.

## Œuvres principales
- Si quelqu'un… Chemin de croix, Tours, Mame, 1962.
- L’ art et l’artisanat africains, Yaoundé, Clé, 1980.
- Les sources grecques de l’histoire négro-africaine depuis Homère jusqu’à Strabon, Paris, Présence Africaine, 1972.
- Balafons : Poèmes, Yaoundé, Clé, 1972.

### Ouvrages théologiques
- L’Art d’Afrique noire. Liturgie cosmique et langage religieux, Paris Mame, 1964, 159 p.
- L’Afrique dans l’Église. Paroles d’un croyant, Paris, L’Harmattan, 1985, 228 p.
- Spiritualité et libération en Afrique, (dir.), Paris, L’Harcanamattan, 1987, 123 p.
- En collaboration avec Lipawing (B.L.), Théologie libération et cultures africaines. Dialogue sur l’anthropologie négro-africaine, Yaoundé/ Paris, Clé/ Présence Africaine, 1996, 232 p.
- The Jerusalem Congress on Black Africa and the Bible, April 24-30 : proceedings/edited by E. Mveng, R.J.Z., Weblosky.
- Colloquium on civilization and Education, Lagos, 17th-31st january, 1977, Editors, A.U. Iwara, E. Mveng.

### Articles
- « L’art camerounais », Abbia, no 3, septembre 1963, p. 3-24.
- « Signification du premier Festival Mondial des Arts Nègres », Abbia n. 12-13, p. 7-11.
- « Les sources de l’histoire du Cameroun », Abbia no 21, p. 38-42.
- « Archéologie Camerounaise, découverte des Poteries à Mimetala », Bulletin de l’Association Française pour les Recherches et Études Camerounaises, Bordeaux, 1968, tome 3, p. 39-41
- « Les survivances traditionnelles dans les sectes chrétiennes africaines » in Cahiers des Religions Africaines, (7/13), 1973, p. 63-74.
- « Christianity and the religious Culture of Africa » in Kenneth Y. Best (ed.), African challenge, Nairobi, Transafrica Publishers, 1975, p. 1-24.
- « A la recherche d’un nouveau dialogue entre le christianisme, le génie culturel et les religions africaines actuelles » in Présence Africaine, (95), 1975, p. 443-466.
- « De la sous-mission à la succession » in Civilisation noire et Église Catholique, Colloque d’Abidjan, 12-17 septembre 1977, Paris/ Abidjan/Dakar, Présence Africaine/ Les Nouvelles Éditions Africaines, 1978. p. 267-276.
- « Essai d’anthropologie négro-africaine : la personnalité humaine… » in Cahier des religions africaines, (12), 1978, p. 85-96.
- « L’art d’Afrique noire, liturgie cosmique et langage religieux » in Bulletin de Théologie Africaine, (1), 1979, p. 99-103.
- « Christ, Liturgie et culture » in Bulletin de Théologie Africaine, (2/4), 1980, p. 247-255.
- «Théologie et langages» in Revue africaine de théologie, (10/20), octobre 1986, p. 191-208.
- « Religion, paix et idéologie » in Cahier des Religions africaines, (18/36), juillet 1984, p. 167-177.
- « La théologie africaine de la libération » in Concilium (219), 1988, p. 31-51.
- « Engelbert Mveng : Pauvreté anthropologique et christianisme » in Golias,(36), 1994, p. 149-151.
- « Un concile Africain est-il opportun ? » in Golias (35), 1994, p. 80-87.
- « De la mission à l’inculturation » in Inculturation et conversion. Africains et Européens face au synode des Églises d’Afrique (Joseph-Marie Ndi-Okalla, dir.), Paris, Karthala, 1994, p. 11-19.
- « African theology. A methodological approach » in Voices from the third world, (XVIII/1), 1995, p. 106-115.
- « Moïse l’Africain » in Cameroon Tribune, 6 février 1995.

### Livres
- J.-P. Messina: Engelbert Mveng. La plume et le pinceau. Un message pour l’Afrique du IIIème millénaire (1930-1995), Yaoundé, Presses de l’U.C.A.C., 2003, 191 p.
- F. Lopes: Le radici del pensiero africano. Il dialogo tra la filosofia della storia e la teologia in Engelbert Mveng, Torino, L'Harmattan, 2006
- La communauté des scolastiques jésuites de la Province de l’Afrique Occidentale. Faculté de philosophie St Pierre Canisius Kinshasa, RDC: Père Engelbert Mveng SJ : un pionnier. Recueil d’hommages à l’occasion du dixième anniversaire de sa mort, Kinshasa, Éditions Loyola-Canisius, 2005, 158 p.

### Articles
- Elenga (Y.C.), « Engelbert Mveng (1930-1995) L’invention d’un discours théologique» in La communauté des scolastiques jésuites de la Province de l’Afrique Occidentale. Faculté de philosophie St Pierre Canisius Kinshasa, RDC, Père Engelbert Mveng SJ : un pionnier. Recueil d’hommages à l’occasion du dixième anniversaire de sa mort, Kinshasa, Éditions Loyola-Canisius, 2005, p. 127-141.
- Hebga (M.P.), « Engelbert Mveng: a pioneer of African Theology » in Bujo (B.), Ilunga Muya (J.) (eds.), African Theology. The Contribution of the Pioneers, Nairobi, Paulines Publication Africa, 2003, p. 39-46.
- Ndi Okala (J.P.), « The Arts of Black Africa and the project of a Christian art», in Missions Studies, Vol. XII-2, 24, 1995, p. 277-284.
- Poucouta (P.), « Engelbert Mveng : une lecture africaine de la Bible » in Nouvelle Revue théologique, (120/1), janv.-mars 1998, p. 32-45.
- Yamb (G.), « L’Afrique d’Engelbert Mveng et de Christophe Munzihirwa » in Telema, (100), octobre-décembre 1999, p. 72-73.
- Yamb (G.), « La christologie africaine de la libération chez Mveng » in La communauté des scolastiques jésuites de la Province de l’Afrique Occidentale. Faculté de philosophie St Pierre Canisius Kinshasa, RDC, Père Engelbert Mveng SJ : un pionnier. Recueil d’hommages à l’occasion du dixième anniversaire de sa mort, Kinshasa, Éditions Loyola-Canisius, 2005, p. 115-125.